# هوشنگ برجیان
هوشنگ برجیان ( درگذشتهٔ ۲۷ اردیبهشت ۱۳۹۹) استاد دندانپزشکی و از پیشگامان دندانپزشکی کودکان در ایران بود.

## سوابق و فعالیت ها
هوشنگ برجیان بنیانگذار بخش دندانپزشکی کودکان دانشکده دنداپزشکی تهران بود و در تاسیس و تجهیز ساختمان دانشکده دندانپزشکی اصفهان نقش بسزایی داشت.
شهرت و اعتبار او تا حدی بود که پیش از انقلاب به عنوان دندانپزشک محمدرضا پهلوی انتخاب شده بود.

## درگذشت
هوشنگ برجیان، روز بیست و هفتم اردیبهشت ۱۳۹۹ در آمریکا درگذشت.